# Luis Checa
Luis Checa (n. Quito, provincia de Pichincha, 21 de diciembre de 1983) es un exfutbolista ecuatoriano que jugaba de defensa central. Formó parte de la selección de fútbol de Ecuador y su último equipo fue Clan Juvenil. 

## Trayectoria
Luis se inició en las divisiones formativas del El Nacional, club en el cual debutó a los 18 años. En 2005 gana el 'Campeonato Clausura' con el equipo "nacionalista". Año seguido es prestado a Deportivo Quito equipo en donde juega 27 partidos. Retorna para la siguiente temporada a las filas del Nacional para ser cedido al Aucas a mitad de temporada. En el 2008 Luis Checa vuelve a Deportivo Quito, para convertirse en figura del equipo formando parte de la historia del club "capitalino" al conseguir el tercer campeonato de su historia, después de 40 años.
- A pesar de ser defensa Luis Checa tiene 33 goles, veinticuatro en la Serie A,[2] cuatro en la Copa Libertadores y cinco en la Copa Sudamericana.[3]

## Selección nacional
La primera convocatoria de Luis Checa fue el 12 de noviembre del 2008 en un partido amistoso contra México, desde entonces ha sido convocado seis veces. Luis formó parte de la Selección de fútbol de Ecuador para la Copa América 2011.

### Participaciones en Copa América
| Copa              | Sede      | Resultado    |
| ----------------- | --------- | ------------ |
| Copa América 2011 | Argentina | Primera Fase |

### Participaciones en Eliminatorias
| Eliminatorias     | Sede            | Resultado   |
| ----------------- | --------------- | ----------- |
| Eliminatoria 2014 | América del Sur | Clasificado |

## Clubes
| Club            | País    | Año       |
| --------------- | ------- | --------- |
| El Nacional     | Ecuador | 2001-2005 |
| Deportivo Quito | Ecuador | 2006      |
| El Nacional     | Ecuador | 2007      |
| Aucas           | Ecuador | 2007      |
| Deportivo Quito | Ecuador | 2008-2013 |
| Barcelona       | Ecuador | 2014-2016 |
| Clan Juvenil    | Ecuador | 2017      |

## Palmarés

### Campeonatos nacionales
| Título                 | Club            | País    | Año  |
| ---------------------- | --------------- | ------- | ---- |
| Campeonato Ecuatoriano | El Nacional     | Ecuador | 2005 |
| Campeonato Ecuatoriano | Deportivo Quito | Ecuador | 2008 |
| Campeonato Ecuatoriano | Deportivo Quito | Ecuador | 2009 |
| Campeonato Ecuatoriano | Deportivo Quito | Ecuador | 2011 |
| Campeonato Ecuatoriano | Barcelona       | Ecuador | 2016 |

### Campeonatos nacionales amistosos
| Título                     | Club      | País    | Año  |
| -------------------------- | --------- | ------- | ---- |
| Copa Sata                  | Barcelona | Ecuador | 2014 |
| Copa del Astillero Europeo | Barcelona | Ecuador | 2014 |
| Copa Prefectura del Guayas | Barcelona | Ecuador | 2014 |
| Copa Banco de Loja         | Barcelona | Ecuador | 2014 |
| Trofeo Hincha Amarillo     | Barcelona | Ecuador | 2015 |
| Copa Nelson Muñoz          | Barcelona | Ecuador | 2016 |

### Campeonatos internacionales amistosos
| Título             | Club      | País    | Año  |
| ------------------ | --------- | ------- | ---- |
| Copa EuroAmericana | Barcelona | Ecuador | 2015 |